# Männer, die auf Ziegen starren

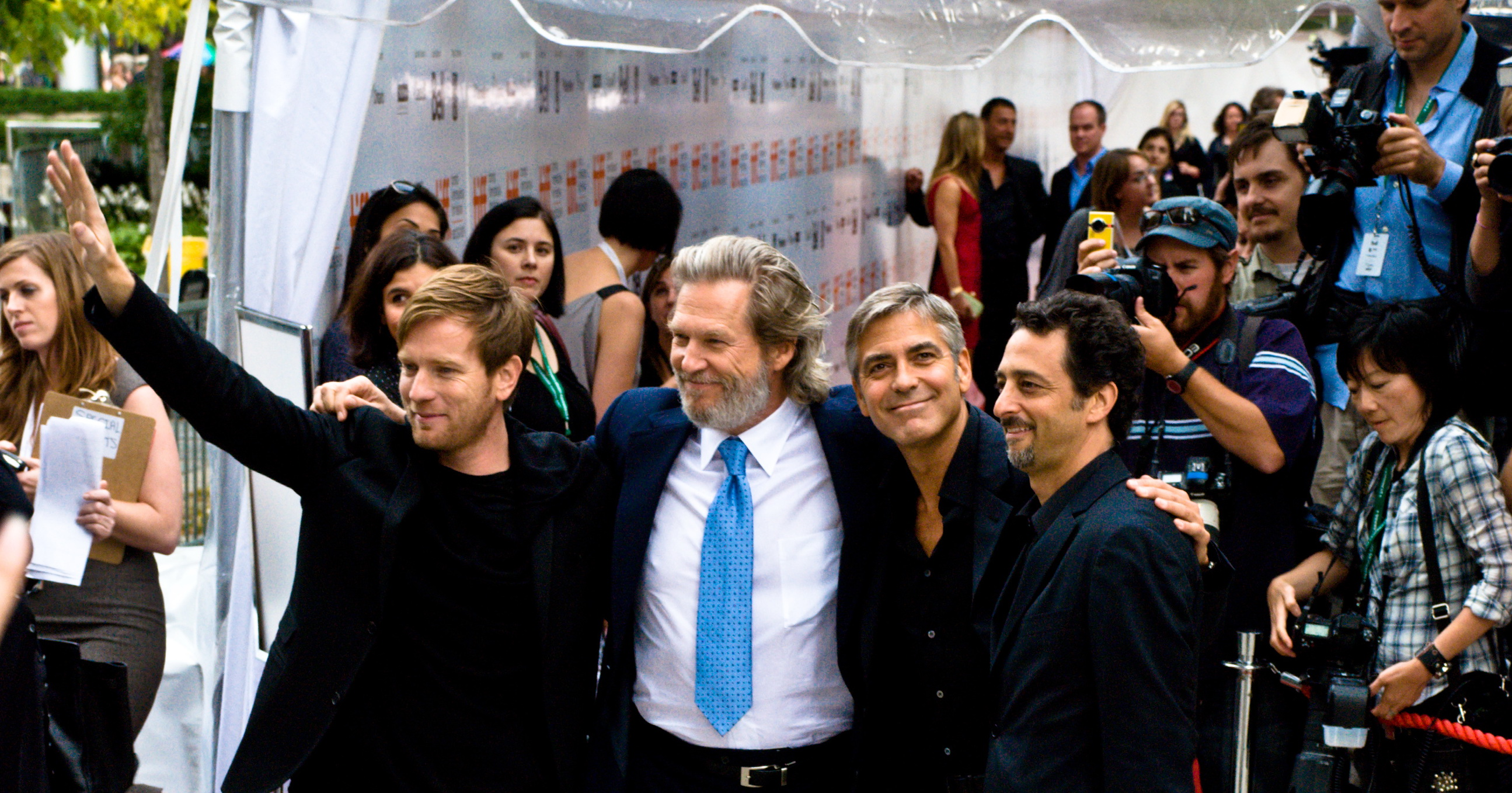
Ewan McGregor, Jeff Bridges, George Clooney und Regisseur Grant Heslov beim Toronto International Film Festival 2009

Männer, die auf Ziegen starren (Originaltitel: The Men Who Stare at Goats) ist eine US-amerikanische Film-Satire von Regisseur Grant Heslov aus dem Jahr 2009.

## Handlung
Bob Wilton ist Journalist bei einer kleinen Zeitung in Ann Arbor. Im Herbst 2002 hört er während eines Interviews mit einem Mann, der behauptet, durch Blicke seinen Hamster getötet zu haben, zum ersten Mal von Lyn Cassady. Als sich seine Frau Anfang 2003 von ihm trennt, will er ihr seine Männlichkeit beweisen, indem er in den Irakkrieg zieht – als Journalist. Da er aber nicht als sogenannter „Embedded Journalist“ arbeiten kann, steckt er in Kuwait fest und ist dort auf der Suche nach einer Story. In seinem Hotel trifft er Cassady. Dieser sieht eine Zeichnung Bobs, die einem Tattoo auf Cassadys Brust gleicht, als Zeichen des Schicksals. Er erzählt Bob von der in den 1970er Jahren gegründeten experimentellen Spezialeinheit New Earth Army der US Army, deren Mitglieder sich „Jedi“ nennen und die zusammen mit ihrem Ausbilder Bill Django parapsychologische Kampftechniken entwickelt und eingeübt haben sollen, unter anderem Fernwahrnehmung, Unsichtbarkeit, durch Wände zu laufen oder mit bloßen Blicken Tiere zu töten.
Cassady behauptet, dass er aus dem Ruhestand geholt und auf eine „geheime Mission“ geschickt worden sei. Wilton kann zunächst seine Skepsis gegenüber den Erzählungen Cassadys nicht verbergen. Gleichzeitig wittert er aber auch eine Enthüllungsstory und bricht mit Cassady in die irakische Wüste auf. Ein Versuch Cassadys, seine übersinnlichen Kräfte zu zeigen, endet mit einem Autounfall. Drei Männer, die mit einem Pick-up vorbeikommen und von Bob um Hilfe gebeten werden, entführen die US-Amerikaner. Cassady und Wilton können sich und einen Iraker jedoch selbst befreien und werden kurz darauf von Mitgliedern einer US-amerikanischen Sicherheitsfirma mitgenommen. Als diese an einer Tankstelle in eine Schießerei mit einer anderen Sicherheitsfirma gerät, fliehen Bob und Lyn zusammen mit der dritten Geisel, Mahmud Daash, in dessen Haus. Jedoch ist seine Familie verschwunden und das Haus wurde geplündert. Dennoch leiht Daash aus Dankbarkeit für die Befreiung Cassady und Wilton sein Auto, das allerdings bald darauf in der Wüste von einer Straßen-Mine zerstört wird. Cassady und Wilton schleppen sich verletzt weiter, verzweifeln aber auf Grund der großen Trockenheit. Lyn glaubt, dass sein „Geheimauftrag“ auf Grund eines Fluchs gescheitert ist.
Während des Weges durch die Sandwüste erfährt Bob mehr und mehr die Geschichte der Einheit New Earth Army. Diese wurde nach dem Vietnamkrieg von Bill Django gegründet. Mit der Hilfe verschiedener Hippie- oder New-Age-Methoden, unter anderem Gesprächskreise und Tanz, aber auch parapsychologischer Phänomene wie Fernwahrnehmung, Wahrsagerei und Gedankenbeeinflussung, versuchte Django eine durch Gewaltlosigkeit und geistige Fähigkeiten überlegene Truppe zu erschaffen. Nach einer Intrige des Rekruten Larry Hooper, der auf die überlegenen Fähigkeiten Lyns neidisch ist, wird dieser jedoch entlassen und die Einheit zu einer Psychokampftruppe umfunktioniert. Lyn wird schließlich genötigt, eine Ziege durch bloßes Anstarren zu töten. Er hat Erfolg, was er als seinen persönlichen Sündenfall ansieht, und tritt deshalb aus der Gruppe aus.
In der irakischen Wüste halb verdurstet, findet Bob schließlich Wasser, als er einer umherirrenden Ziege folgt. Schließlich werden Bob und Lyn von einem US-amerikanischen Hubschrauber gefunden und in ein Lazarett gebracht.
Nach ihrer Genesung streifen die beiden durch die US-Basis und finden in einem Container voller Ziegen Django wieder. Kurz darauf stößt auch Larry Hooper wieder hinzu. Hooper präsentiert die Basis stolz als eine Art Fortsetzung der New Earth Army – sie dient der Erfindung und Erforschung neuer psychologischer Kampftaktiken. Auch Bill Django beteiligt sich daran. Bill macht Bob und Lyn auf die Gefängniszellen aufmerksam, in denen irakische Häftlinge mittels nicht-physischer Foltermethoden (Weiße Folter) gequält werden. So wird ein gefesselter Häftling ununterbrochen mit stroboskopischer Zellenbeleuchtung und Musik traktiert. Lyn ist schockiert von den Folgen, die die „New Earth Army“ anscheinend nach sich zieht, und entschließt sich zu sterben. Hooper erzählt, dass Lyn keinesfalls, wie zuvor behauptet, durch eine Vision auf seine Mission geschickt wurde, sondern durch ein anderes Mitglied der Truppe auf die Einrichtung aufmerksam gemacht wurde. Lyn lässt Bill durch Bob die Adlerfeder zurückgeben, die Bill ihm einst für herausragende Leistungen verliehen hatte, von der er aber jetzt nicht mehr glaubt, sie verdient zu haben. Auch Bill ist völlig desillusioniert. Alles scheint verloren, doch in dieser Situation erweist sich Bob als würdiger Jedi-Krieger, indem es durch seinen paranormalen Einfluss dazu kommt, dass sie doch noch einmal ihr altes Gebet sprechen und neue Kraft darin finden: 
„Mutter Erde, Du bist meine Lebensgrundlage. Als Soldat erfrischt mich Dein blaues Wasser, Dein roter Lehm dient mir als Haus und Deine grüne Haut als Nahrung. Hilf mir, mein Gleichgewicht zu finden, wie Du auch Erde, Luft und Meer, die mich umgeben, im Gleichgewicht hältst. Lehre mich, mein Herz zu öffnen und zu verstehen, dass Du mir Kraft und Nahrung spendest. Mögen meine Stiefel stets Dein Antlitz küssen und meine Schritte Deinem Herzschlag folgen. Trage meinen Körper durch Raum und Zeit immerdar. Du bist meine Tür zur Unendlichkeit und darüber hinaus. Ich gehöre Dir, wir sind eins, ich grüße Dich.“
Daraufhin versetzen Bill Django und Bob Wilton nachts heimlich in der Küche Lebensmittel und das Trinkwasser mit LSD aus Hoopers Vorräten, was nach dem Frühstück der Soldaten auf der Basis für entsprechendes Durcheinander sorgt. Im allgemeinen Chaos befreien Django und Cassady die Gefangenen sowie die Ziegen. Schließlich lassen sie Bob zurück und fliegen in einem Helikopter davon. Sie bleiben verschollen.
Zurück in den USA schreibt Bob Wilton seine Enthüllungsstory über die New Earth Army, ihren heutigen Einsatz im Bereich psychologischer Kriegsführung und die Foltermethoden in der US-Basis. Die Story will jedoch niemand ernsthaft veröffentlichen. Im Fernsehen erscheint lediglich eine Kurzmeldung über den Einsatz des Barney-&-Friends-Titelsongs zu Folterzwecken. Mit dem Verlust seiner Frau hat er sich abgefunden und will die Arbeit von Cassady fortsetzen. Zuletzt sieht man, wie Bob, zum erleuchteten Jedi-Krieger herangereift, erfolgreich durch die Wand seines Büros läuft.

## Kritik
„Wie viel Wahres an den geschilderten absurden Situationen dran ist, lässt sich nicht mit Gewissheit sagen, ist aber auch unerheblich, solange sie von einem derart spielfreudigen Cast präsentiert werden. Da machen dann auch einige Drehbuchschwächen nicht mehr allzu viel aus.“

„Jenseits aller Scham toben sich George Clooney und Co. in dieser respektlosen Armeeparodie aus. Und ihre Laune ist ansteckend. Allerdings driftet die Story gegen Ende völlig ins esoterische Durcheinander ab. Eine Verschnaufpause von dem wirren Happening wäre für so manches Zuschauergehirn die Rettung vor dem Super-Gaga-GAU gewesen. Fazit: Mit etwas weniger Chaos hätte die bizarre Militärsatire das Zeug zum Klassiker gehabt.“

„Es gibt lustige Momente, aber nichts ist zum Brüllen komisch. Es gibt ein paar ernste, geschickt eingebaute Anspielungen auf Foltermethoden und Besatzer-Ignoranz, aber nichts, was einen lange beschäftigen muss. Es gibt eigentlich nicht viel Schlechtes zu sagen über "Männer, die auf Ziegen starren". Aber wenn das Plakat besser ist als der Film, dann stimmt etwas nicht.“

„Natürlich ist Clooney als relaxter Jedi-Warrior von entwaffnendem Charme und auch Bridges und Spacey balancieren ihre Figuren gekonnt am Rande der Karikatur. Ins Schlingern gerät der Film immer dann, wenn er versucht aktuelle Themen aufzugreifen und “wichtige Botschaften” zu vermitteln, denn dann packt er ungeniert den moralischen Zeigefinger aus. Wenn Nebenfiguren vom schweren Kriegsschicksal erzählen und dabei die unbeschwerte Farce plötzlich zur bleischweren Moralfabel mutiert.“

„Antikriegsfarce im Geist von Robert Altmans M.A.S.H., die den anti-imperialistischen und pazifistischen Geist der Hippie-Bewegung ebenso nostalgisch wie aberwitzig heraufbeschwört. Die präzise Inszenierung und die glänzenden Darsteller sorgen dafür, dass bei allen Absurditäten der humanistische Impetus sichtbar wird, der die wahren Narren in einem skrupellosen Machtapparat verortet.“

## Hintergrund
Die Geschichte basiert auf dem gleichnamigen Sachbuch des Autors Jon Ronson, welches in Deutschland ursprünglich unter dem Titel Durch die Wand erschien.
Die New Earth Army, in der Lyn Cassady Mitglied ist, gab es als First Earth Battalion wirklich. Sie war eine private Initiative einzelner US-Offiziere.
Zu militärischen parapsychologischen Forschungsprogrammen der beiden damaligen Supermächte Sowjetunion und USA während des Kalten Krieges existieren zahlreiche Spekulationen. Ein sowjetisches Programm ist derzeit nicht belegbar. Die CIA betrieb von 1953 bis in die 70er Jahre das im Film erwähnte Projekt MK ULTRA, von 1972 bis 1995 forschte das US-Militär im Bereich der Parapsychologie unter dem Codenamen „Star Gate“.